# Cereus argentinensis
Cereus argentinensis, comúnmente llamado cardón del Montiel, es una especie endémica del sector del distrito fitogeográfico del Ñandubay correspondiente a la mesopotamia argentina, habitando en las provincias de Entre Ríos en sus sectores centrales y occidentales, y en el centro y sur de Corrientes. Integra el género Cereus de la familia Cactaceae. Actualmente se considera sinónimo de Cereus stenogonus.

## Descripción
Es un cactus de porte arbóreo que alcanza hasta un máximo de 12 m de altura con tallos de color azulado pálido de 10 a 15 cm de diámetro, tienen 4-5 costillas con 1 o 2 espinas centrales, de hasta 10 cm de largo y 5-8 radiales. Las flores, de 20 cm, son de color blanco, con los pétalos exteriores tintados de rojo, y florecen de noche.

## Taxonomía
Cereus argentinensis fue descrita por (Britton & Rose)  y publicado en The Cactaceae; descriptions and illustrations of plants of the cactus family 2: 11, f. 12. 1920.
Etimología
Cereus: nombre genérico que deriva del término latíno cereus = "cirio o vela" que alude a su forma alargada, perfectamente recta".
argentinensis: epíteto geográfico que alude a su localización en Argentina.
Sinonimia
- Cereus platygonus Speg., hom. illeg..[4][5][6]